# MV Freedom Star
El MV Freedom Star fue un buque operado por la NASA y la United Space Alliance que sirvió principalmente como buque de recuperación de los SRB después del lanzamiento de las misiones del transbordador espacial. También realizó tareas de remolcador y actuó como plataforma de investigación. En 2012 fue transferido al Departamento de Transporte de EE. UU. Como parte de la Flota de Reserva James River. Su barco hermano es el MV Liberty Star (ahora TV Kings Pointer).

## Historia
Los buques de recuperación se construyeron en Atlantic Marine Shipyard en Fort George Island, Florida, y se entregaron en enero de 1981 a su propietario original, United Technologies Corporation. Además de recuperar los SRB también se utilizó desde 1998 para remolcar los tanques externos de combustible del transbordador espacial desde su planta de ensamblaje en la instalación de ensamblaje Michoud cerca de Nueva Orleans, Louisiana, hasta el Edificio de ensamblaje de vehículos en el Centro Espacial Kennedy en Florida. Ella desempeñó un papel similar en la recuperación del primer vuelo de prueba del Ares I y se preveía que continuaría recuperando impulsores para el proyecto Constelación antes de que se cancelara en 2010.
Freedom Star experimentó mejoras especiales para soportar la mayor carga de remolcar los tanques de combustible externos. La popa se reforzó en puntos críticos, se agregaron nuevos carenados de baluarte y se instaló un H-bitt a través del cual se rosca el cableado para mantenerlo centrado durante las operaciones de remolque. También se instaló un cabrestante hidráulico de remolque, denominado tambor de cascada de doble tambor, que sostiene 610 m o más de cable en cada tambor. Un tambor admite recuperaciones de refuerzo mientras que el otro está dedicado al remolque de tanque externo.
Freedom Star también se ha utilizado ocasionalmente para apoyar operaciones de investigación científica, incluida la investigación para la Administración Nacional Oceánica y Atmosférica y varias universidades. Por lo general, está atracada junto a su buque hermano en las instalaciones de procesamiento de SRB en la Estación de la Fuerza Aérea de Cabo Cañaveral en Florida.
Cada barco es propulsado por dos motores principales que proporcionan un total de 2900 caballos de fuerza. Los motores principales giran dos hélices de 1 metro con paso controlable, lo que proporciona un mayor tiempo de respuesta y maniobrabilidad. Los barcos también están equipados con dos propulsores. El propulsor de popa es un sistema de chorro de agua que permite que la nave se mueva en cualquier dirección sin el uso de hélices. Este sistema se instaló para proteger a la población de manatíes en peligro de extinción que habita en las regiones del río Banana donde se encuentran los barcos. El sistema también permite a los buceadores trabajar cerca del barco durante las operaciones con un riesgo muy reducido.